# Wellesbourne
Wellesbourne är en by i Wellesbourne and Walton, Stratford-on-Avon, Warwickshire i England. Byn nämndes i Domedagsboken (Domesday Book) år 1086, och kallades då Waleborne.
Wellesbourne var tidigare två byar, Wellesbourne Mountford och Wellesbourne Hastings.